# GTS Tuning

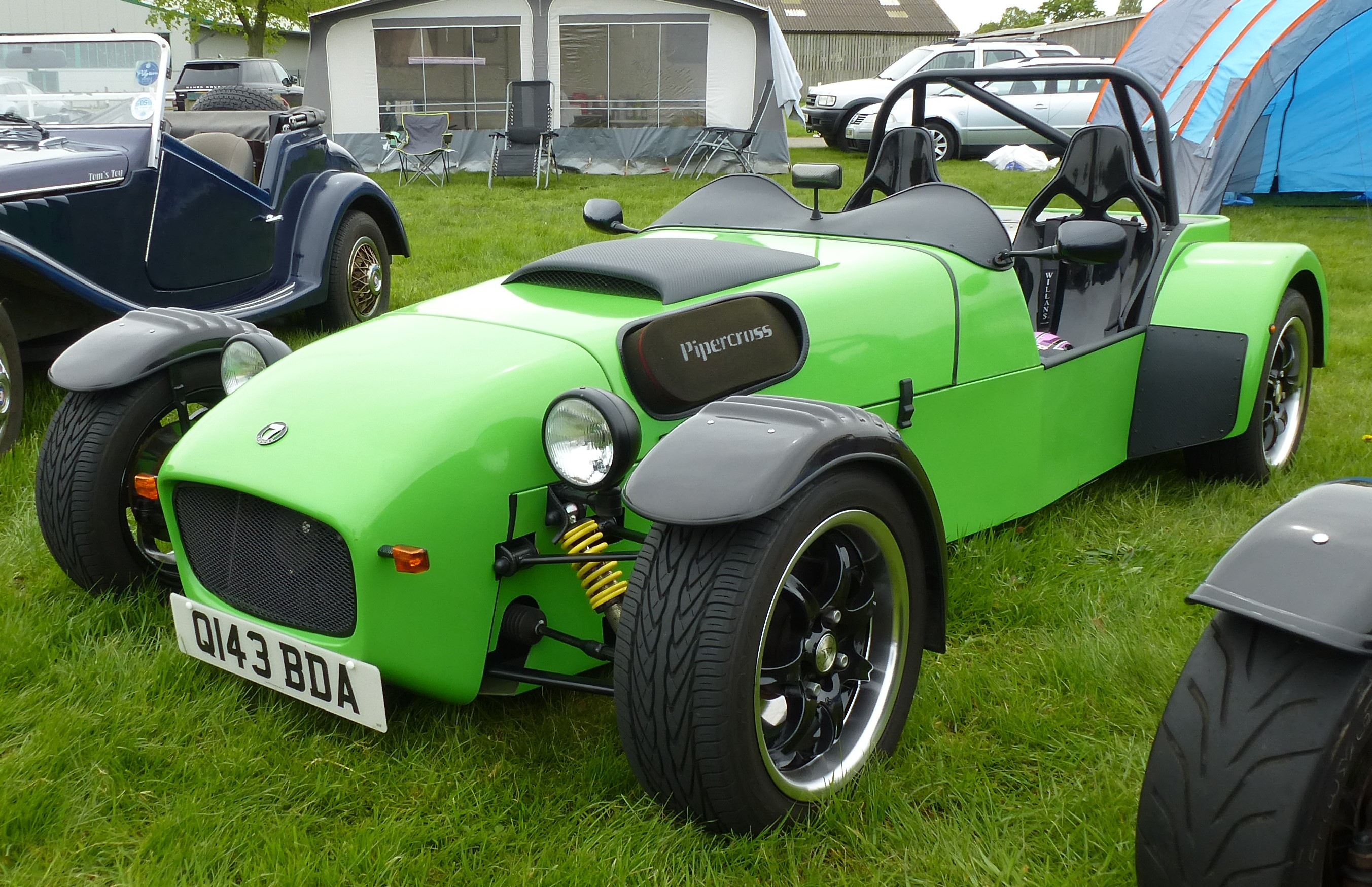
GTS Panther

GTS Tuning war ein britischer Hersteller von Automobilen.

## Unternehmensgeschichte
Darren George gründete 2001 das Unternehmen GTS Tuning in der Grafschaft Kent. Überliefert sind die Orte Canterbury und Faversham sowie für die Zeit von 2005 bis 2008 Longfield. Er begann mit der Produktion von Automobilen und Kits. Der Markenname lautete GTS. 2010 endete die Produktion. Insgesamt entstanden über 100 Exemplare.

## Fahrzeuge
Der Panther war ein zweisitziger Roadster im Stil des Lotus Seven. Zur Wahl standen Motoren von BMW und Ford. Er stand von 2001 bis 2009 im Angebot und fand etwa 50 Käufer.
Auf etwa die gleiche Anzahl brachten es die verbreiterten Ausführungen Panther W 7 DE und Panther BMW 7 DE zwischen 2003 und 2010.
Der Challenger ähnelte dem Rennsportwagen Lotus Eleven. GTS Tuning übernahm 2005 dieses Modell von Triton Sports Cars und überarbeitete es. Insgesamt entstanden von diesem Modell zwischen 2001 und 2009 bei beiden Herstellern zusammen etwa fünf Exemplare.
Der 40 brachte es zwischen 2009 und 2010 auf etwa drei Exemplare. Dies war die Nachbildung des Ford GT 40. Der Motor kam von Ford, einige Teile von Audi.
Außerdem übernahm GTS Tuning 2005 von JBA Motors die Produktionsrechte an deren Modell JBA Falcon, stellte das Projekt aber 2009 ein, ohne ein Fahrzeug hergestellt zu haben.